# Winwick (Cheshire)
Winwick è un villaggio e parrocchia civile dell'Inghilterra, appartenente alla contea del Cheshire.